# Boricyrtinus nilseni
Boricyrtinus nilseni är en skalbaggsart som beskrevs av Marc Micheli 2003. Boricyrtinus nilseni ingår i släktet Boricyrtinus och familjen långhorningar. Inga underarter finns listade.